# Tétrazine

Les trois isomères de la tétrazine : de gauche à droite la 1,2,3,4-tétrazine, la 1,2,4,5-tétrazine et la 1,2,3,5-tétrazine.

Une tétrazine  est un composé organique instable constitué d'un noyau aromatique à six atomes contenant quatre atomes d'azote et deux de carbone.
Cet hétérocycle possède trois isomères distincts par la position relative des atomes de carbone et d'azote, la 1,2,3,4-tétrazine, la 1,2,3,5-tétrazine et la 1,2,4,5-tétrazine qui ont chacun pour formule brute C2H2N4.
Le nom tétrazine est aussi utilisé pour nommer les dérivés de ces composés.

## 1,2,3,4-tétrazines
Les 1,2,3,4-tétrazines sont  isolées quand elles sont en général fusionnées à un ou plusieurs cycles aromatiques et stabilisées comme dérivés dioxydés.

## 1,2,4,5-tétrazines
Les 1,2,4,5-tétrazines sont très connues, ainsi que leurs nombreux dérivés 3,6-disubstitutés.
Le composé 3,6-di-2-pyridyl-1,2,4,5-tétrazine possède deux substituant pyridines (azines) et est un réactif important dans les réactions de type Diels-Alder. Il réagit avec le norbornadiène par une réaction de Diels-Alder suivie de deux réactions de rétro-Diels-Alder pour donner une molécule de cyclopentadiène et un dérivé de la pyridazine, avec échange d'une unité d'acétylène :
Dans le cas d'un norbornadiène fusionné à un arène, la réaction s'arrête à un stade intermédiaire.

## Usages

### Biologie et médecine
Les tétrazines (et la synthèse de certains précurseurs de latétrazine et de diénophiles) intéressent beaucoup l'imagerie des cellules vivantes (car permettant, via la  « cycloaddition » de tétrazine à l'extérieur (en surface, par exemple sur des bactéries) ou à l'intérieur de cellules vivantes, éventuellement en combinant l'utilisation d'acides aminés non naturels, de créer des sondes d'imagerie in vivo, dites « sondes fluorogènes »), éventuellement « auto-clignotantes »,.
Plus largement, les tétrazines intéressent la chimie bioorthogonale (qui recherche et utilise des réactions chimiques à l'intérieur de cellules ou d'organismes vivant, sans interférer avec le métabolisme normal). Ainsi Devaraj & Weissleder (2011) grâce à des réactions à la tétrazine ont permis d'améliorer l'étiquetage de biomarqueurs sur des cellules avec des nanoparticules magnéto-fluorescentes.
En 2013, par exemple pour l'imagerie pré-ciblée de biomarqueurs de cellules cancéreuses, on sait déjà utiliser, chez des souris de laboratoire vivantes, des ligations à la tétrazine pour créer des sondes d'imagerie in vivo pour la tomographie par émission de positons.
La tétrazine a permis de créer de premiers fluorophores photoactivables tétrazinique ; ces « photodéclencheurs » sont comme des interrupteurs permettant par exemple d'allumer ou d'éteindre des sondes fluorescentes et donc de provisoirement rendre visible des organites intracellulaires ou des protéines-cibles que l'on peut alors observer de manière dynamique dans des organismes vivants. Le mécanisme de photoactivation diffère de celui des photodéclencheurs autrement les plus utilisés (groupes O-nitrobenzyle et nitrophénéthyle...) où l'« extincteur de fluorescence » est photodécomposé pour restaurer la fluorescence lors d'une irradiation lumineuse : la tétrazine permet d'éteindre la fluorescence de divers fluorophores via un transfert d'énergie par liaison. Une irradiation lumineuse provoque ensuite une réaction de photolyse dans les fragments tétrazine inhibés, qui génère deux nitriles et de l'azote moléculaire non cytotoxique, restaurant ainsi la fluorescence des fluorophores.
Il est même possible d'ainsi obtenir visuellement des informations sur l'activité et la localisation de l'ADN

### Pyrotechnie
Divers dérivés (sels) de tétrazines et leurs comportements thermiques, étudiés avec attention dans les années 2010 (car a priori moins polluants que la plupart de leurs équivalents) sont hautement denses en énergie,,,,,, et susceptible d'être utilisés comme explosifs (car susceptibles de pouvoir être stabilisés et de générer après ignition instantanément une grande quantité de gaz) :
- 1,2,4,5-tétrazine[20] ;
- nitrate de 3,6-diguanidino-1,2,4,5-tétrazine[20] ;
- perchlorate de 3,6-diguanidino-1,2,4,5-tétrazine[20] ;
- nitrate de 3,6-diguanidino-1,2,4,5-tétrazine-1,4-di-N-oxyde[20] ;
- perchlorate de 3,6-diguanidino-1,2,4,5-tétrazine-1,4-di-N-oxyde[20] ;
- 3,6-bis(1H-1,2,3,4-tétrazole-5-ylamino)-1,2,4,5-tétrazine et son dérivé 1,4-di-N-oxyde[20] ;
- 3,3′-azobis (6-amino-1,2,4,5-tétrazine) et ses produits d'oxydation[20].

Certaines de ces formules pourraient être utilisées pour produire de nouveaux propergols, munitions ou explosifs plus « verts » que ceux actuellement disponibles sur le marché.
En Russie, Zyuzin & al. (2021) suggèrent l'utilisation 1,2,4,5-Tetrazine N-Oxydes comme propergol solide pour fusées.
Chen & al. (2022) suggère l'utilisation de sels de métaux alcalins de 3,6‐bis‐nitroguanyl‐1,2,4,5‐tetrazine en tant que substitut potentiel aux composants pyrotechniques contenant du perchlorate polluants.

## Polymérisations
L'utilisation de certains dérivés de tétrazine (portant des groupes fonctionnels de type carboxylates ou esters ou encore amines primaires) ont permis des réactions de polymérisation et post-polymérisation rapides et caractérisées par un taux important de conversion des chaînes latérales (> 99%), générant des polymères fonctionnels dans des solvants organiques et aqueux, sans besoin d'additifs ni de catalyseur.

## Culture populaire
Le film Goliath (2022) est une fiction qui met en scène les effets néfastes d'un produit phytosanitaire sur la santé des paysans. Dans le film, il est nommé « tétrazine ».